# Mount Currie, Alberta
Mount Currie är ett berg i Kanada.   Det ligger i provinsen Alberta, i den centrala delen av landet, 3 000 km väster om huvudstaden Ottawa. Toppen på Mount Currie är 2 769 meter över havet, eller 419 meter över den omgivande terrängen. Bredden vid basen är 2,5 km.
Terrängen runt Mount Currie är bergig västerut, men österut är den kuperad.Trakten runt Mount Currie är nära nog obefolkad, med mindre än två invånare per kvadratkilometer.. Det finns inga samhällen i närheten. 
Trakten runt Mount Currie består i huvudsak av gräsmarker.